# World Airlines
 (janvier 2021).
World Airlines était une compagnie aérienne britannique basée à l'aéroport de Londres City et a opéré brièvement en 1996.

## Histoire
World Airlines a commencé ses opérations le 13 mai 1996 avec un service quatre fois par jour de l'aéroport de London City à Amsterdam. La compagnie aérienne a utilisé deux avions 146-200 de British Aerospace loués. À la fin de 1996, la compagnie aérienne avait cessé ses activités.

## Avions
- 2 x BAe 146-200